# Julia Ziesche
Julia Ziesche (* 1985 in Berlin) ist eine deutsche Filmregisseurin, Drehbuchautorin und Filmschauspielerin.

## Leben
Julia Ziesche wurde 1985 in Berlin-Prenzlauer Berg geboren. Bereits in ihrer Schulzeit wirkte sie als Schauspielerin in verschiedenen Filmen mit. Sie studierte zunächst an der Berliner Universität der Künste, ab 2007 folgte ein Regie-Studium an der Ludwigsburger Filmakademie Baden-Württemberg. Im Jahr 2016 debütierte sie mit dem Kinofilm Wann endlich küsst du mich?

## Filmografie (Auswahl)
- 2002: Halbe Treppe – Darstellung
- 2004: Die Blindgänger – Darstellung
- 2007: Louis Elefantenherz (15 min) – Drehbuch, Regie, Schnitt
- 2008: Hasenleben (25 min) – Drehbuch, Regie
- 2009: Das Blaue vom Himmel (30 min) – Drehbuch, Regie
- 2010: Bitte nicht stören (45 min) – Drehbuch, Regie
- 2011: Augen zu (60 min) – Drehbuch, Regie
- 2016: Wann endlich küsst du mich? (90 min) – Drehbuch, Regie